# Chiesa di San Giacinto
La chiesa di San Giacinto si trova a Siena, in via dei Pispini 162/a.

## Descrizione
Oggi sede della compagnia laicale di Sant'Emidio, ha la facciata in cotto abbellita da un perduto affresco di Francesco Rustici detto il Rustichino, responsabile anche della decorazione interna.
L'altar maggiore presenta una pala di Francesco Rustici con il Miracolo di san Giacinto che risana due fanciulli ciechi, dipinta nel 1615. Sull'altare di destra è invece una tela con il Matrimonio mistico di santa Caterina da Siena di Cristofano e Vincenzo Rustici, rispettivamente zio e padre di Francesco.
All'altare di sinistra una Madonna del Rosario che sembrerebbe una copia seicentesca di un originale perduto di Fra Paolino da Pistoia, da mettere in relazione alle monache domenicane che abitarono il convento dal 1528.